# Anillo de Monoceros

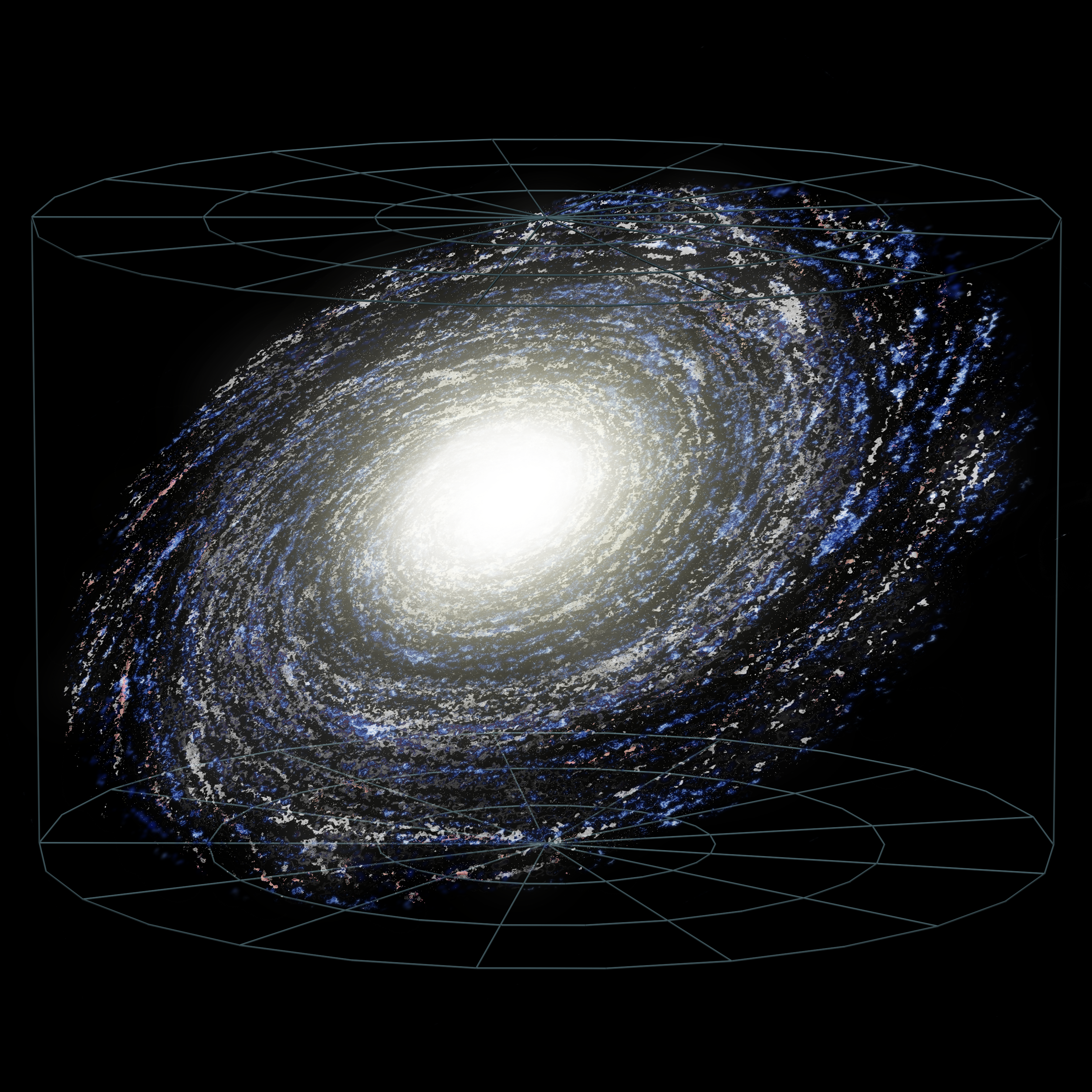
La galaxia de la Vía Láctea

El anillo de Monoceros (del griego: monoceros, unicornio) es un larga y compleja estructura de estrellas que envuelve en forma de anillo tres veces la Vía Láctea. Varias hipótesis intentan explicar el origen de esta. Una de ellas afirma que se trata de una corriente estelar arrancada de la galaxia enana Canis Major por fuerzas de marea como parte del proceso de fusión con la Vía Láctea durante un período de miles de millones de años. Otra afirma que el anillo no es un anillo en absoluto, sino más bien un componente de la forma ondulada del disco galáctico.

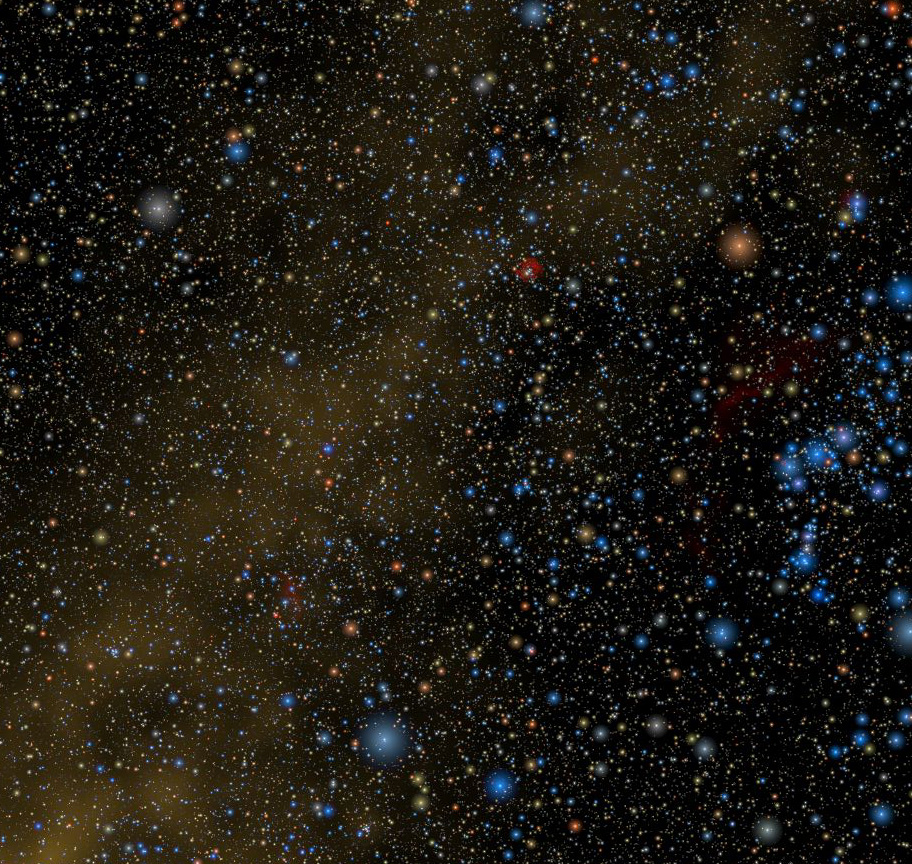
La constelación de Monoceros, en el centro del asterismo del Triángulo de invierno.

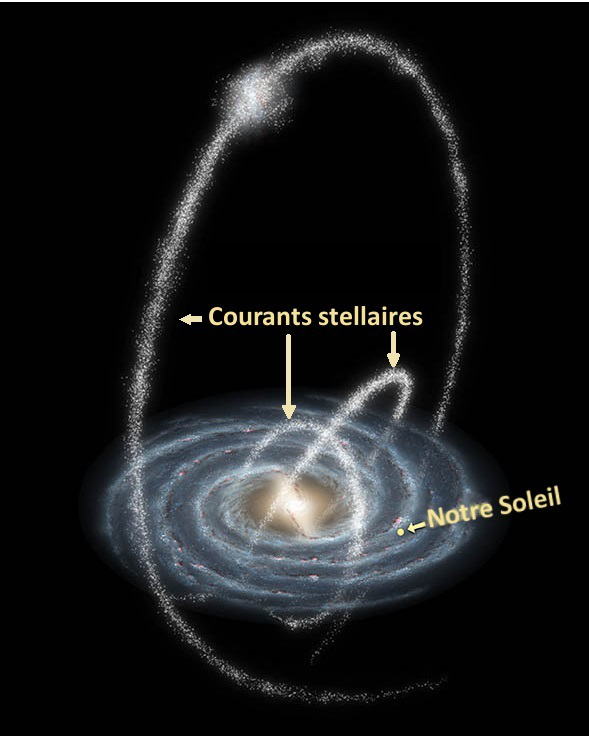
Impresión artística de las corrientes estelares de la Vía Láctea

La corriente de estrellas fue descubierta por primera vez en 2002 por astrónomos del proyecto Sloan Digital Sky Survey, y contiene 100 millones de masas solares y tiene 200.000 años luz de longitud. Durante la investigación de este anillo de estrellas y de un grupo de cúmulos globulares estrechamente espaciados similares a los asociados con la galxia enana Elíptica de Sagitario, descubrieron la galaxia enana del Can Mayor.

## Disputa del origen

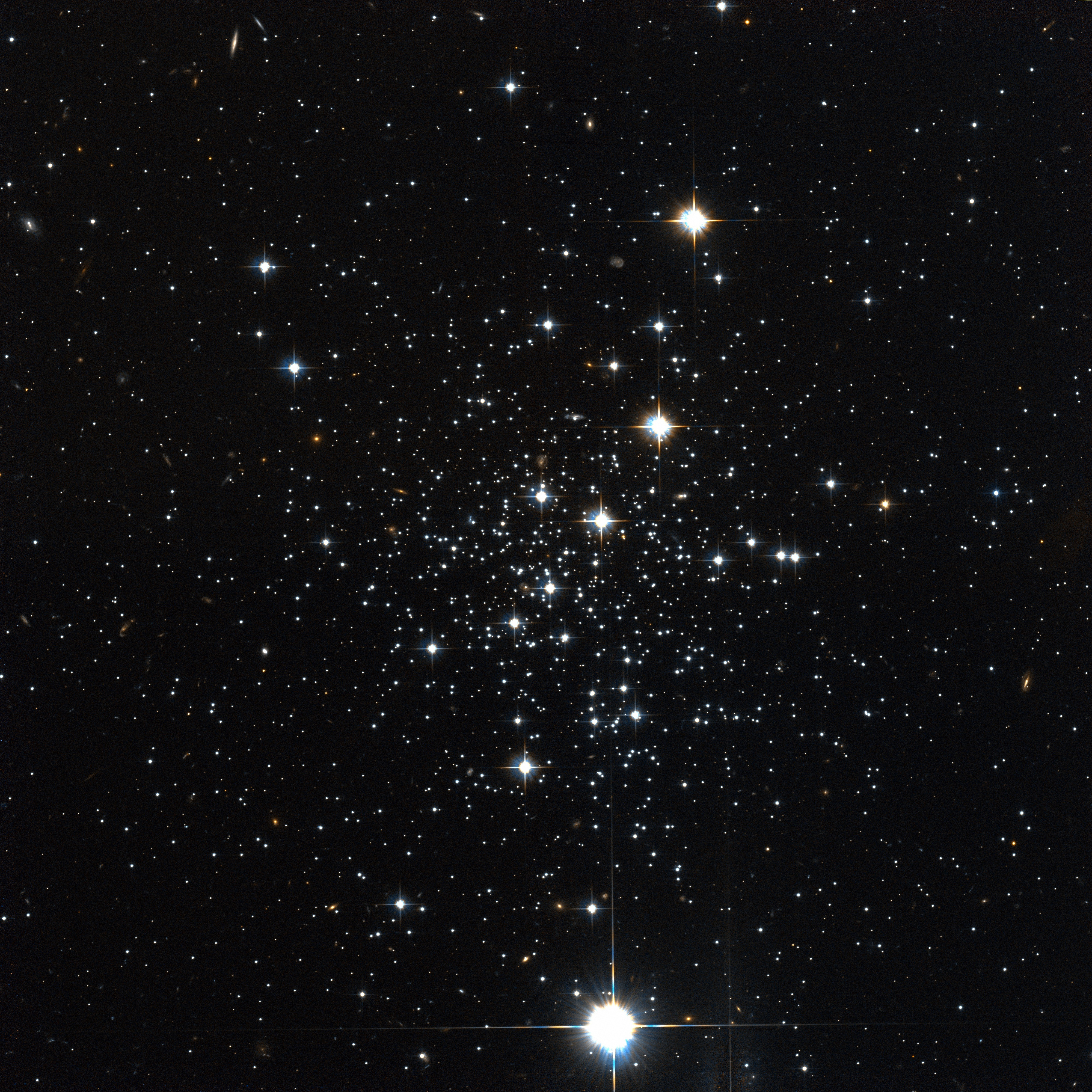
Galaxia enana de Sagitario.

Diversas hipótesis intentan establecer el origen del anillo de Monoceros. Según alguna, se pone en cuestión la forma misma de la estructura.

### Restos de una fusión galáctica
Los brazos espirales y las corrientes estelares de la Vía Láctea podrían ser el resultado de un impacto con una galaxia más pequeña, por lo tanto, el anillo de Monoceros podría entonces ser el resultado de la fusión de la galaxia enana del Can Mayor o Sagitario con la Vía Láctea. En 2011, los investigadores publicaron en la revista Nature simulaciones por ordenador de una fusión entre la Vía Láctea y la galaxia enana de Sagitario, fusiones que muestran la creación de anillos.

### Galaxia ondulada

Mapa estelar del entorno cercano al Sol, incluidas las estrellas más brillantes, basado en estudios del satélite Hipparcos. El disco galáctico se resalta por la densidad de estrellas brillantes en el centro de la imagen.

En 2006, un estudio que utilizó datos del proyecto 2MASS puso en duda la naturaleza del «anillo», argumentando que los datos sugieren que este es en realidad parte del disco galáctico deformado de la Vía Láctea. Sin embargo, las observaciones realizadas con el Telescopio Anglo-Australiano publicadas en 2007 sugieren que un disco deformado no puede crear la estructura observada, que por lo tanto debe formarse por una llamarada del disco galáctico o tener un origen extragaláctico.
Varios científicos reafirmaron su posición en 2012, afirmando que la estructura de Monoceros no es más que una sobredensidad producida por el disco grueso, ensanchado y deformado de la Vía Láctea.
En 2015, basándose en los estudios de 2002 que revelaron el anillo de Monoceros, ML Martialay y sus colegas analizaron datos galácticos del proyecto Sloan Digital Sky Survey y sugirieron que la Vía Láctea es en realidad un 50 por ciento más grande de lo que se creía anteriormente, mostrando que el disco de la Vía Láctea no es solo un disco de estrellas en una superficie plana, sino que es corrugado. A medida que irradia desde el Sol, parece haber al menos cuatro ondas en el disco de la Vía Láctea, patrón que según suponen los científicos, se encontraría en todo el disco. Sin embargo, un artículo más reciente de 2018 descartó en parte esta hipótesis y apoyó la conclusión de que el anillo Monoceros, A13 y el Anillo TriAnd eran sobredensidades estelares expulsadas del disco estelar principal, y que la dispersión de velocidad de sus estrellas variables RR Lyrae constituyentes era mayor y consistente con la pertenencia al halo.

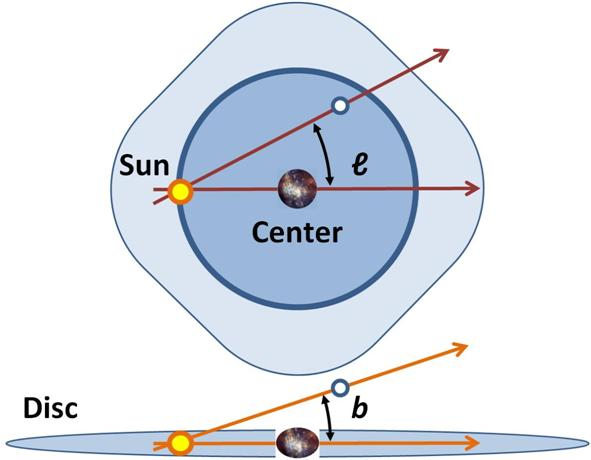
Diagrama que muestra la posición de las coordenadas galácticas.

Utilizando la distancia del anillo de Monoceros, se ha afirmado que el diámetro de la Vía Láctea se extiende hasta entre 150.000 y 180.000 años luz. En este paradigma revisado, el sistema solar se encuentra aproximadamente a medio camino entre el núcleo y el borde.  Sin embargo, es más común en la literatura astronómica definir los tamaños de las galaxias utilizando otros métodos, en particular mediante la isofota D 25 y las variaciones del radio efectivo. Un estudio anterior realizado en 1998 utilizando la isofota D 25 arrojó un diámetro para la Vía Láctea de 26.8 a 1.1 kilopársecs (87,400 - 3,590 años luz)  
Se han utilizado simulaciones de n cuerpos para investigar la posible ubicación del progenitor de esta estructura y estos cálculos muestran que, si el anillo tiene un progenitor de galaxia enana, este podría encontrarse en el fondo de una de ocho áreas específicas del cielo.  Un análisis posterior, que utilizó datos de Gaia DR2, encontró una distribución normal bimodal hacia las coordenadas galácticas (271, +2) grados en la constelación de Vela, que es una de las ubicaciones del progenitor propuestas en el estudio anterior. Este hallazgo puede indicar la presencia del progenitor del anillo de Monoceros, pero los autores indican que también podría ser compatible con la existencia de una estructura cinemáticamente coherente no relacionada.
Una forma de entender esto es imaginarse estar en el océano cuando las olas son muy altas, o parado en un terreno montañoso. La siguiente oleada de olas u otras colinas bloquearían la visión de lo que hay más allá. De manera similar, el próximo ascenso en la estructura galáctica está bloqueando la visión de lo que hay más allá.